# Jüdische Sozialistisch-Demokratische Arbeiterpartei Poale Zion
Die Jüdische Sozialistisch-Demokratische Arbeiterpartei „Poalei Tsion“ (meist Jüdische Sozialdemokratische Arbeiterpartei „Poale Zion“ genannt, nach 1922 Jüdische Kommunistische Arbeiterpartei) war eine zionistische Partei im Russischen Reich, danach in der Ukraine und in Polen von 1906 bis 1928/1950.
Sie war Teil der Bewegung Poale Zion.

## Geschichte
1906 wurde die Partei auf einem Kongress in Poltawa gegründet.
Seit 1917 waren Vertreter der Partei an der Regierung der neuen unabhängigen Ukrainischen Volksrepublik beteiligt.
1919 gründete ein Teil der Mitglieder die Jüdische Kommunistische Partei Poale Zion.
1928 wurde sie in der Sowjetunion aufgelöst, in Polen bestand sie bis 1950.